# 禹仁姫
禹 仁姫（禹 仁姬、朝鮮語: 우 인희、ウ・インヒ、ウ・イニ、生年不詳 - 1981年）は、朝鮮民主主義人民共和国（北朝鮮）の女優で金正日の秘密の愛人。美貌と演技力で知られ、「人民俳優」として最高の待遇を受けていたが、金正日によって公開処刑された。

## 人物・略歴
開城市出身。正式な生年月日は不明だが、1930年後半または1940年前半と考えられて、朝鮮戦争を経験している(英語版にて)。子ども時代から踊りの上手な愛らしい女の子として評判だった彼女は、人民俳優の黄徹に見いだされ、平壌で演技指導を受けるようになったという。北朝鮮初の恋愛映画『木蓮の花』三部作でヒロインを演じ、1959年の映画『春香伝』で主人公「春香」役に抜擢された。彼女はやがてチェコスロバキアで映画を学び、そこで映画監督のリュ・ホソンと知り合い結婚、3人の子女をもうけた。
彼女は性格が穏やかで情け深かったので男性から人気があったが、1970年代に複数人と不倫を始め、評判を落とし、しばしばスキャンダルを起こした。
最高の美人と称され、北朝鮮で知らない人はいないほどの人気ぶりだった。
彼女を直接見たことがある人々は、「遠くから歩いてくる彼女の姿は一羽の白鳥と同じだった」と話す。
彼女は1960年代-1970年代、北朝鮮の映画スターとして知られ、高い演技力が認められていた。1978年1月に北朝鮮に拉致された韓国の大女優崔銀姫は、同年7月頃に『ある分隊長の話』を鑑賞し、女主人公を演じた禹仁姫の名演技と美貌に感嘆して「北朝鮮で俳優らしい俳優を発見したのは彼女が初めてだった」と述懐している。崔銀姫はその1年後、禹仁姫が出演する『金剛山の乙女』、『私たちの住む故郷』を見たが、さらに4年後『私たちの住む故郷』が再放送された時に彼女の登場場面はすべて切り取られ、別の女優に置き換えられていた。崔銀姫はこのことを不審に思って周囲に尋ねたが、みな口を揃えて「わからない」というばかりであった。実は彼女が金正日によって公開処刑されたからであった。

## 公開処刑
1980年冬の深夜、禹仁姫は車中でガス中毒事故を起こし、死亡した男性と一緒にいるのを発見された。相手は在日朝鮮人実業家の一人息子で既婚者であることが判明し当局から取り調べを受けた。それまで情事関係を持ったことのある朝鮮労働党・朝鮮人民軍・撮影所の幹部数十人の名前が出たという。彼女は繰り返し、「親愛なる指導者同志」こと金正日（朝鮮労働党中央委員会政治局常務委員）との面会を望んだが、かなわず、金正日の特別指示によって銃殺刑に処せられた(禹仁姫が自身の愛人だという事実を口外し、父親の金日成にスキャンダルがバレるのを恐れた為、口封じで処刑した)。
ある映画人の証言によれば、1981年のある日、映画関係者に集合命令がかかり所定場所に集まったが、みんなどこに何をしに行くのかわからないまま、数十台のバスに分乗させられて郊外の射撃場の観覧席に連れて行かれた。そして、禹仁姫が心中事件で生き残ったという失態を理由に「浮華放蕩罪を犯したことにより、人民の名によって銃殺刑に処する」という拡声器の声とともに数十発の銃弾が彼女に打ち込まれたという。彼女の身体からは血があふれ流れ、見物人からは悲鳴があがった。何も知らずにやってきた彼女の夫は、ショックのあまり失神してしまった。また、映画人以外にも5,000名にもおよぶ群衆が動員され、この惨たらしい公開処刑を見せられたという。かつて「喜び組」の一員であった踊り子申英姫も、この処刑を見物させられた。あまりに酷い有様に、夫と娘はそれから数日間、魂が抜けたようにぼーっとしていたという。
申英姫は以下のように回想している。
【ある日、〔万寿台芸術団の〕団員たちは出勤のためにバスに乗るように言われた。私たちはきっと突然の行事ができたのだろうと思い、久しぶりに浮き立った気持ちで雑談しながらバスに乗った。
バスはある山の中に入り、滑走路のような広い空き地に私たちを降ろした。すでにそこには他の芸術家を乗せたバスが続々と乗り込んでおり、あっというまに数千名に上る芸術家たちが集まった。舞踏家や音楽家だけでなく、映画俳優、作家など文化・芸術関係者が大勢いた。
前方には白いテントが張られていた。私たちは金正日指導者同志が主催する何か特別な行事があるのだろうと思い込み、互いに前に出て顔を見ようとした。しばらく待っていると、遠くからジープが1台走ってきた。
『禹仁姫ではないか』
近づいてきたジープから降りた人は、誰でもない。トップ・スターの禹仁姫だった。
彼女は肌色の洋服を着ていたが、手首は黒い紐で縛られていた。
ジープから降りるとき、国家保衛部の人びとが強引に禹仁姫を引きずり降ろそうとすると、彼女は体をひねって抵抗したが、その姿は凄まじいの一語だった。
6発の銃弾を浴びながらも禹仁姫はすぐには倒れなかった。血しぶきが白いテントに跳ねて、鮮明な絵を描いたが、まだ彼女は地に倒れなかった。すると、執行責任者が禹仁姫に近寄り、頭に拳銃を押し当て、また3発発射した。拳銃でトドメを刺されて、40代半ばの女盛りだった「人民俳優」禹仁姫は大地に崩れ落ちた。】

この公開処刑については徹底した緘口令が敷かれ、目撃者には、万一このことを漏らしたら同様の罪で罰するという命令が下された。彼女の出演した数十編におよぶ映画はすべて上映禁止となり、雑誌やパンフレットからも彼女の姿がすべて削除されるか塗りつぶされてしまった。
夫は公開処刑後に地方に追放されたが、1年半ほどして再び平壌に戻ってきたといわれている。演出家としての優れた才能を惜しんだ金正日により平壌に呼び戻された。
また、妻の止まない不倫に耐えかねて何度も離婚しようとしたが、なかなか認められずに臍を噛む思いをしていたところで、妻は処刑された。
娘のその後について詳細はわかっていないが「私は党を裏切った母とは違って、党に生涯、忠誠を尽くす」と誓い、地方の工場への追放を受け入れたという説がある。それとは別に、「芸術家として暮らしている」という説もある。
崔銀姫は「彼女は結婚していたがしばしばスキャンダルを起こした。見方によっては男たちの誘惑に乗りやすい身持ちの悪い女であり、別の見方からすれば、自分なりの人生を楽しむことを知っていた女性であった」と著書の『闇からの谺』に書いている。
禹仁姫の公開処刑については緘口令が敷かれたにもかかわらず、北朝鮮では口コミによって広く知られているが、日本ではあまり知られていないようである。
彼女の美しさを思い浮かべる北朝鮮の男性達からは「ただ不倫しただけで、なぜあんな美人が殺されなければならなかったのか…」という心情だったという。